# Schneewittchen und das Geheimnis der Zwerge
Schneewittchen und das Geheimnis der Zwerge (auch: Schneewittchen und das Geheimnis der 7 Zwerge) ist ein Märchenfilm von Ludvík Ráža aus dem Jahr 1992.

## Handlung

### Schloss, Kreuzzug und Königin
Schneewittchens Vater, der König, zieht als Kreuzritter in den Krieg. Das häufig mit dem Hofnarren Andreas spielende Schneewittchen bleibt mitsamt ihrer eingeschleierten Stiefmutter und dem Narren im Schloss. Andreas wird vom König zu einem Gespräch unter vier Augen gebeten, bei dem klar wird, dass dieser ein Prinz ist. Der König will ihm seine Narrenrolle erlassen, dieser will aber weiterhin als Narr um das schutzlose Schneewittchen sein.
Kaum ist der König außer Landes, zeigt die Stiefmutter ihr wahres Gesicht. Ihre Schleier fallen, ihre Schönheit und ihre rote Haarfülle werden sichtbar, Feste und Turniere werden gefeiert. Die Königin kann Schneewittchen, welches sie immer spitz „Schneewitt“ ruft, nicht leiden. Dem Narren gesteht die Königin, dass sie Schneewittchen nicht länger vor ihren Augen haben mag. Die Prinzessin soll nicht länger höfische Bildung genießen. Die Klamm in der Bärenschlucht wird als Zelt-Aufenthalt in der Wildnis gewählt. Der Narr begleitet Schneewittchen dabei.

### Die Zwerge, ihre Arbeit und der Spiegel
Unterdessen entwickeln, weit entfernt vom Reich, Zwerge ihre wissenschaftlichen Erfindungen. Sie haben ein Geschenk für den König. Einen Spiegel, der die Wahrheit sagt. Um nicht als Zwerge am Hof erscheinen zu müssen, haben sie einen Ritter in schwarzer Rüstung entworfen, der durch Mechanik gehen und reiten kann. Dieser wird er mit der Erfindung der Zwerge ins Schloss gesandt. Der Ritter trifft nur die Königin an, die aber in ihrem Herrschaftsanspruch auf der Übergabe des Geschenks besteht. Einmal wöchentlich kann die Herrscherin eine Wahrheitsfrage an den Spiegel stellen, erklärt er ihr. Sie fragt ihn mit der Frage: „Spieglein, Spieglein an der Wand, wer ist die Schönste im ganzen Land?“, nach der Schönsten im Land. Süchtig verfällt die Königin der Bestätigung durch den Spiegel mit der Antwort: „Frau Königin ihr seid die Schönste im ganzen Land.“ Auch der Ritter wird in den Sog gezogen. Statt sofort, wie von den Zwergen befohlen, ins Zwergenreich zurückzukehren, gefällt sich der Geheimnisvolle in Turniersiegen zu Ehren der bösen Königin. Als Narr Andreas am Hof der Königin erscheint, erkennt sie an seinen verliebten Augen und an seinen geküssten Lippen die wachsende Schönheit Schneewittchens. Der Spiegel bestätigt der Königin schließlich, dass Schneewittchen schöner ist als sie.

### Das Waldleben und die Entführung
Im Wald der Bärenschlucht lernt Schneewittchen vieles vom Narren, unter anderem das Unterscheiden von Vogelstimmen und das Pfannkuchenbacken. Schneewittchen ist nachdenklich – die Annehmlichkeiten durch die Stiefmutter stimmen sie zu Recht misstrauisch. Aber auch sonst ist sie hellwach: Schneewittchen erkennt die ganz unnärrische Würde und Tatkraft von Andreas. Beim Blindekuhspiel erkennen die beiden ihre Liebe, die ein zauberhafter Kuss besiegelt.
Als die Königin von Schneewittchens Schönheit weiß, schickt sie den schwarzen Ritter zur Bärenschlucht, um die Thronfolgerin zu töten. Der Ritter gelangt zum Zeltlager, er betäubt Andreas, entführt die Prinzessin und will sie im Wald umbringen. Doch der rätselhafte Ritter ist eine Mischung aus Mensch und Maschine. Als Schneewittchen ihn anfleht, lässt er sie mitleidig davonlaufen und kehrt mit einem erjagten Wild zu Königin zurück. Hier versucht der Ritter, den Spiegel zu manipulieren. Der Spiegel spricht mechanisch „Frau Königin ihr seid die Schönste im ganzen Land“. Doch beim Herumschrauben belauscht ihn die Königin.

### Schneewittchen bei den Zwergen
Schneewittchen ist nach langem Weg durch die Wildnis zum Zwergenhaus gelangt, wobei die Zwerge nicht im Haus sind und sie auch nicht weiß, wem das Haus gehört. Sie betritt das Haus, indem alles mit Mechanik funktioniert. Durchs Pfannkuchenbacken macht sie eine Menge Unordnung. Kurz darauf schläft sie schließlich ein. Erstaunt finden die Zwerge am Abend das schlafende Schneewittchen. Sie erlauben Schneewittchen, bei ihnen zu wohnen.
Von den Zwergen erfährt Schneewittchen die Geschichte ihrer wahren Mutter – und die Geschichte um das Schnee-, Blut- und Ebenholzwunder ihrer Geburt. Die Zwerge warnen Schneewittchen vor ihrer Stiefmutter. Der steife Wahrheitsanspruch der Zwerge fordert jedoch zum Widerspruch. Mit einer mechanischen Puppe der Zwerge, einer künstlichen Nachbildung der bösen Königin, soll Schneewittchen lernen, sich vor der Feindin zu hüten.

### Giftanschläge
Die Königin erfährt vom Spiegel, dass Schneewittchen lebt und bei den sieben Zwergen weilt.
Deshalb macht sie sich mit einem vergifteten Mieder als chinesischer Händler verkleidet auf ins Zwergenland. Andreas findet den Schwarzen Ritter in einem kaputten Zustand, weshalb dieser zusammenbricht. Andreas hilft dem Zwerg aus der Rüstung. Seine Gestalt verleugnend, genoss der achte Zwerg als Schwarzer Ritter seinen Erfolg bei Hofe. Reuig macht er sich mit Andreas auf den Weg, um Schneewittchen vor den Mordabsichten der Königin zu retten. Schneewittchen wird nach dem Anschlag von den Zwergen gerettet, sie vereiteln den Anschlag aber. Die Königin, die von der Rettung durch den Spiegel erfährt, macht sich mit einem vergifteten Apfel auf den Weg zu Schneewittchen. Als Andreas und der achte Zwerg in einem unterirdischen Gang sind, stürzt dieser ein und begräbt den achten Zwerg, Andreas geht aber alleine weiter. Als er zu den Zwergen gelangt, ist Schneewittchen bereits vergiftet worden, weshalb sie in einem Glassarg liegt.

### Rettung von Schneewittchen, Bestrafung der Königin
Andreas hält trauernd Wache. Als er Schneewittchen ein letztes Mal berühren will, zieht er sie aus dem Glas, weshalb sie das giftige Apfelstückchen ausspuckt und lebt. Glücklich fallen sie sich in die Arme.
Indessen hat die Königin sich wieder vor ihrem Spiegel aufgestellt. Entsetzt sieht sie die Mechanik des Schwarzen Ritters am Boden zerstreut. Sie zertrümmert die sprechende Spiegelsonne, weshalb ihre Haare verbrennen und zu Asche werden. Von einem Priester wird sie in ein entlegenes Kloster gebracht.
Andreas und Schneewittchen verabschieden sich von den Zwergen. Die Wahrheit lag nicht in einer eindeutigen spiegelnden Antwort. Diese Einsicht führt die Zwerge zu ihrem dogmatischen Fehler der Spiegelkonstruktion: Die Wahrheit liegt in einem selbst und im lebendigen Miteinander. In diesem Sinn kann der Prinz mit seinem von den Zwergen konstruierten Puppenspiegelbild noch ein letztes Narrenspiel treiben. Schneewittchen, geschmückt mit den blutroten Karfunkeln der Zwerge, und Andreas schiffen auf dem spiegelglatten Fluss in Begleitung des zurückgekehrten Königs der Wahrheit ihres Glücks entgegen.

## Hintergrund
Der Film entstand aus einer Kooperation zwischen ČSFR und Deutschland. Er wurde von Omnia Film, München, und Eurokim, Bratislava, in Zusammenarbeit mit dem ZDF, Reteitalia und TVE produziert. Gedreht wurde in der ČSFR. Für die Ausstattung war Jiří Hlupý zuständig, für die Requisite Miroslav Dvořák.
Die Erstaufführung fand am 5. November 1992 statt. Eine DVD erschien 2002 bei Media Cooperation One (MC-One).
Der Film ist auch bekannt unter den Titeln Snehulienka in der Slowakei, Sněhurka in Tschechien, Blanche Neige in Frankreich, Biancaneve in Italien und Snow White im englischsprachigen Raum.

## Vorlage
Der Film entstand frei nach Motiven des Märchens Schneewittchen der Brüder Grimm. Schneewittchens Geburt wird in dieser Adaption erst im Rückblick von den Zwergen erzählt. Ein wichtiger Unterschied zur grimmschen Fassung ist die Einführung des Narrenprinzen Andreas, der eine Anlehnung an das Bajaja–Märchen von Němcová ist. Bei Kreutzwalds Märchen Die Prinzessin vom gläsernen Berg gibt es auch die Verbindung von Schneewittchen und dem Narrenprinzen, allerdings in einem anderen Handlungsverlauf.

## Inszenierung der drei Spiegelwelten

### Hof und Eitelkeit
Kulissenhaft präsentiert sich zu Filmbeginn die theatralische Hofzeremonie um den Thron. Die rauen Wände zeigen zwar karges gotisches Maßwerk, aber auch die Farben sind reduziert und erinnern an das Diktum Piet Mondrians, nur die Grundfarben Rot, Blau und Gelb könnten die geistig angemessene Ausstattung des Menschen bestimmen. Die Hofgesellschaft ist im Sinne von Malteser-Kreuzrittern ganz in den Schneewittchenfarben Schwarz und Weiß mit wenig Rot, während die Fenster blasses Blau und blasses Gelb wie bei hellem Jugendstilglas erleuchtet. Die Farbverteilung zeigt damit eine gewisse Affinität zu poppigen Schneewittchenbildern, z. B. zu den Schneewittchenbildern von Willi Planck, zu den mosaikartigen Bildern von Franz Jüttner, zu Disneys blau-gelbem Schneewittchenkostüm und zu Bess Livings glasigen Hintergründen. Solche Erinnerungen wecken die Filmbilder allerdings, ohne selbst dem poppigen Schneewittchenbild die minimalistischen Filmästhetik von Schneewittchen und das Geheimnis der Zwerge zu opfern. Die Kostüme orientieren sich an der burgundischen Hofmode. Nachdem ihre grauen Hüllen gefallen sind, entfaltet insbesondere das rote Prachtkleid und das herrliche rote Haar der Stiefmutter in der kargen Umgebung einen explosiven Glanz, während das Kleid Schneewittchens – wie bei Franz Jüttner weiß und schlicht – ganz im Dienste einer lilienhaften Anmut steht.

### Natur
Die Gegenwelt zur höfischen Bühne bildet eine Wald- und Flusslandschaft. Hier dominiert Grün und hier ist auch die Bärenschlucht, wo sich Schneewittchen und ihr Bajaja-Prinz verlieben.

### Zwerge und Maschinen
Einen weiteren Pol bildet die futuristische Science-Fiction-Welt der Erfinder-Zwerge. Das Zwergenhaus als die Welt des schlechthin Anderen ist erfüllt von technischen Konstruktionen, künstlichen menschenimitierenden Puppen und wunderlicher Mechanik. Die Zwerge schlafen in türkisfarbenen Wasserbetten. Die Technik-Begeisterung der etwas starr wirkenden, wahrheitspriesterlichen Zwerge hat etwas Totes. So fokussiert sich im Futuristischen das alte Bild der geisterhaften Zwergenwelt mit ihrer Nähe zu Unterwelt, aus deren glasigen Bergreich nur Schneewittchen wiederkehrt. Die von den Zwergen konstruierten künstlichen Menschen in Gestalt der Stiefmutter und in Gestalt von Prinz Andreas reflektieren das Spiegelmotiv des Märchens. Die künstlichen Puppen selbst rücken die Zwergenwelt in die Atmosphäre dunkler Erfindungen von künstlichen Menschen bei E.T.A. Hoffmann und Villiers de L’Isle Adam.

### Spiegelweisen
Das dreifache Erleben des Spiegelns – zum ersten im neidisch-eitlen Blick der Stiefmutter, zum zweiten im hybriden Kunstmenschen der Zwerge – schließt sich zum dritten im erlösten Naturbild, dem Spiegel im Wasser: Das Schlussbild zeigt, wie Andreas, Schneewittchen und der König im Spiegelspiel von Wasser und Licht auf dem Fluss davonfahren.

## Mond und Karfunkelsteine
Ein wichtiges Leitmotiv im Film ist das für Schneewittchen gleichnishafte Bild des Mondes. Der Mond erscheint vor schwarzem Nachthimmel weiß und rot und in seinen drei Gestalten: zunehmend, abnehmend und voll. Tiefsinnig ist auch der Schmuck Schneewittchens mit roten Steinen, die schon durch die blutrote Farbe keine violettroten Rubine sein können. Schneewittchen trägt Granatsteine, die auch böhmischer Karfunkel heißen und im Artussagenkreis mit den Blutstropfen Christi verglichen werden: In einer Tschechischen Version von Schneewittchen aus Mähren, wo Schneewittchen und das Marienkind in einer Märchenmischform auftreten, erhält Schneewittchen eine Granatschnur, und überschreitet damit unter Lebensgefahr das Tabu, kommt aber andererseits auch zu sich selbst.

## Kritiken
„Enttäuschende Neuverfilmung des Märchens um Schneewittchen, die sieben Zwerge und die Intrigen der bösen Stiefmutter, versehen mit einem allzu konstruiert wirkenden philosophischen Überbau. Nur selten flackert Fabulierfreude auf, die Darsteller spielen hölzern, die Ausstattung ist lieblos.“ Lexikon des internationalen Films
Cinema fand die „hölzerne Neuverfilmung“ „enttäuschend“.